# Lorenzo Liviero
Lorenzo Mario Liviero (Solesino, 24 febbraio 1952) è un politico italiano.

## Biografia
Nato a Solesino, ha svolto la professione di commercialista, ricoprendo anche incarichi dirigenziali presso vari enti. Esponente della Democrazia Cristiana, è stato per molti anni consigliere comunale a Rovigo e assessore nelle giunte di Benito Bortolami (1985-1987), Carlo Piombo (1987-1990) e Carlo Brazzorotto (1991-1993).  Subentrato a quest'ultimo come sindaco, è rimasto primo cittadino del capoluogo rodigino fino al giugno 1993.
Nel giugno 2016 è stato nominato dalla ministra dell'istruzione Stefania Giannini presidente del Conservatorio statale "Francesco Venezze" di Rovigo, guidando l'istituto fino al settembre 2019. Dal 2007 al 2020 è stato inoltre presidente di Rovigo Banca, mentre dal novembre 2020 è presidente della Federazione del Nord Est, ente associativo di secondo grado che riunisce tutti gli istituti veneti di credito cooperativo della Cassa Centrale Banca.